# 夏美よう
夏美 よう（なつみ よう、2月18日 - ）は、宝塚歌劇団専科に所属する男役。元花組・星組組長。
群馬県、共愛学園出身。身長166cm。愛称は「はっち」。

## 来歴
1974年、宝塚音楽学校入学。
1976年、音楽学校卒業後、宝塚歌劇団に62期生として入団。入団時の成績は44番。星組公演「ベルサイユのばらIII」で初舞台。
1977年、組まわりを経て星組に配属。
1993年5月1日付で星組副組長に就任。
1996年12月17日付で星組組長に就任。
2000年10月1日付で花組へ組替えとなり、花組組長に就任。
2012年3月19日付で専科へ異動となる。
専科異動後は、男役としての色気や品格、ダンディズムを感じさせる存在として、各組に特別出演を続けている。

## 主な舞台

### 初舞台
- 1976年3 - 5月、星組『ベルサイユのばらIII』（宝塚大劇場のみ）

### 星組時代
- 1977年11 - 1978年3月、『テームズの霧に別れを』 - 新人公演：アンソニー（本役：槇さやか）『セ・マニフィーク』
- 1978年5 - 8月、『誰がために鐘は鳴る』 - 新人公演：ラファエル（本役：洋ゆり）
- 1978年11 - 1979年3月、『宝花集』『セ・シャルマン!』
- 1979年5 - 8月、『白夜わが愛』
- 1979年9 - 11月、『アンタレスの星』 - 新人公演：アレクサンドル・デュマ（本役：深山しのぶ）『薔薇パニック』（宝塚大劇場）
- 1980年1月、『アンタレスの星』 - 新人公演：アレクサンドル・デュマ（本役：深山しのぶ）『薔薇ファンタジア』（新宿コマ劇場）
- 1980年8 - 9月、『響け!わが歌』 - 新人公演：百地古太夫（本役：麻月鞠緒）／甲山の小ちょん（本役：洋ゆり）『ファンシー・ゲーム』（宝塚大劇場）
- 1980年10 - 11月、『アナトール』（バウホール）
- 1980年12月、『美しき忍びの季節』 - 新人公演：甲山の小ちょん（本役：洋ゆり）『ニュー・ファンシー・ゲーム』（東京宝塚劇場）
- 1981年2 - 3月、『小さな花がひらいた』 - 伝次[注釈 1]、新人公演：大六（本役：新城まゆみ）『ラ・ビ・アン・ローズ』（宝塚大劇場）
- 1981年6月、『暁のロンバルディア』（バウホール） - カルロス
- 1981年8 - 11月、『海鳴りにもののふの詩が』 - 新人公演：野間半兵衛（本役：鯉のぼる）『クレッシェンド!』
- 1982年1 - 2月、『ミル星人パピーの冒険』『魅惑』（宝塚大劇場のみ）
- 1982年2 - 3月、『忘れじの歌』（バウホール）
- 1982年4月、『小さな花がひらいた』 - 伝次[注釈 1]、新人公演：大六（本役：孝まりお）『魅惑』（東京宝塚劇場）
- 1982年6 - 8月、『エーゲ海のブルース』 - ブラン、新人公演：クリスチャン（本役：大浦みずき）『ザ・ストーム』（宝塚大劇場のみ）
- 1982年9 - 10月、『海鳴りにもののふの詩が』『魅惑』（全国ツアー）
- 1982年10 - 11月、『心中・恋の大和路』（バウホール） - 三太
- 1983年1 - 2月、『こぶし咲く春』 - 新人公演：定吉／神尾織部（本役：葉山三千子）『ラブ・コネクション』（宝塚大劇場のみ）
- 1983年4月、『オルフェウスの窓』（東京宝塚劇場） - 新人公演：マリア・バルバラ（本役：洋ゆり）
- 1983年6 - 8月、『オルフェウスの窓』（宝塚大劇場）
- 1983年11月、『アルジェの男』『ザ・ストーム』（東京宝塚劇場のみ）
- 1984年1 - 2月、『祝いまんだら』『プラスワン』（宝塚大劇場）
- 1984年2 - 3月、『ラプソディ・イン・ブルー』（バウホール）
- 1984年4月、『春の踊り-祝いまんだら-』『プラスワン』（東京宝塚劇場）
- 1984年6 - 11月、『我が愛は山の彼方に』『ラブ・エキスプレス』
- 1985年2 - 3月、『哀しみのコルドバ』 - バシリオ『ルミエール』（宝塚大劇場）
- 1985年4 - 5月、『我が愛は山の彼方に』 - エルチ／カサル『ラブ・エキスプレス』（全国ツアー）
- 1985年6月、『哀しみのコルドバ』 - バシリオ『ルミエール』（東京宝塚劇場）
- 1985年8 - 9月、『西海に花散れど』 - 平時忠『ザ・レビューIII』（宝塚大劇場）
- 1985年10 - 11月、『我が愛は山の彼方に』 - エルチ『ラブ・エキスプレス』（全国ツアー）
- 1985年12月、『西海に花散れど』 - 平時忠『ザ・レビューIII』（東京宝塚劇場）
- 1986年2月、『西海に花散れど』 - 平維盛『ザ・レビューIII』（中日劇場）
- 1986年3 - 7月、『レビュー交響楽』 - ニコラ
- 1986年9 - 11月、『華麗なるファンタジア』 - マルティン『ブギ・ウギ・フォーリーズ』（宝塚大劇場のみ）
- 1987年1 - 2月、『紫子』 - 富尾大三郎『ジュビリー・タイム!』（宝塚大劇場）
- 1987年2 - 3月、『蒼いくちづけ』（バウホール） - ヘルシング教授／デイヴ
- 1987年4月、『紫子』 - 富尾大三郎『ジュビリー・タイム!』（東京宝塚劇場）
- 1987年6 - 8月、『別離の肖像』（宝塚大劇場） - リンド
- 1987年9月、『紫子』 - 川寺刑部『ジュビリー・タイム!』（全国ツアー）
- 1987年10月、『蒼いくちづけ』（日本青年館） - ヘルシング教授／デイヴ
- 1987年11月、『別離の肖像』（東京宝塚劇場） - リンド
- 1988年2 - 3月、『炎のボレロ』 - タイロン『Too Hot!』（宝塚大劇場）
- 1988年4 - 5月、『華麗なるファンタジア』『タカラヅカ・フォーリーズ』（全国ツアー）
- 1988年6月、『炎のボレロ』 - タイロン『Too Hot!』（東京宝塚劇場）
- 1988年8 - 9月、『戦争と平和』（宝塚大劇場） - ベーラ
- 1988年10 - 11月、『華麗なるファンタジア』『タカラヅカ・フォーリーズ』（全国ツアー）
- 1988年12月、『戦争と平和』（東京宝塚劇場） - ベーラ
- 1989年2月、『戦争と平和』（中日劇場） - ピエール
- 1989年3 - 5月、『春の踊り』『ディガ・ディガ・ドゥ』 - マーリン・スワン（宝塚大劇場）
- 1989年5 - 6月、『誓いの首飾り』（バウホール） - ポゾロフ公爵
- 1989年7月、『恋の花歌舞伎』『ディガ・ディガ・ドゥ』 - マーリン・スワン（東京宝塚劇場）
- 1989年10月、ニューヨーク公演『TAKARAZUKA』（ラジオシティ・ミュージックホール）[9]
- 1989年11 - 12月、月組・星組『シャンテ・シャンテ・シャンテ』（バウホール）
- 1989年12 - 1990年1月、『シチリアの風』（バウホール） - ジュリアーノ・コンザーレス
- 1990年3 - 4月、『ベルサイユのばら-フェルゼンとマリー・アントワネット編-』（東京宝塚劇場のみ） - アルトワ伯爵
- 1990年5 - 8月、『メイフラワー』 - トーマス・フレッチャー『宝塚レビュー'90』
- 1990年9月、『シチリアの風』（ゆうぽうと簡易保険ホール） - ジュリアーノ・コンザーレス
- 1990年11 - 12月、『アポロンの迷宮』 - ジョルジュ『ジーザス・ディアマンテ』（宝塚大劇場）
- 1991年2月、『誓いの首飾り』（ゆうぽうと簡易保険ホール） - ポゾロフ公爵
- 1991年3月、『アポロンの迷宮』 - ジョルジュ『ジーザス・ディアマンテ』（東京宝塚劇場）
- 1991年5 - 8月、『恋人たちの肖像』 - コッスート男爵『ナルシス・ノアール』
- 1991年9月、『グランサッソの百合』（バウホール） - フェデリコ・ステファーノ
- 1991年11 - 12月、『紫禁城の落日』（宝塚大劇場） - 端恭
- 1992年1 - 2月、『FANTASTIC"N"』（バウホール） - 30sシンガー（男）／コーラス／大富豪
- 1992年3月、『紫禁城の落日』（東京宝塚劇場） - 端恭
- 1992年5 - 8月、『白夜伝説』 - アイザック『ワンナイト・ミラージュ』
- 1992年9 - 10月、『グランサッソの百合』（日本青年館・愛知厚生年金会館） - フェデリコ
- 1993年1 - 4月、『宝寿頌』『PARFUM DE PARIS』 - 紳士
- 1993年6 - 8月、『うたかたの恋』 - フリードリヒ公爵『パパラギ』（宝塚大劇場）
- 1993年9 - 10月、『秋…冬への前奏曲』 - レオ・シュルツ『ワンナイト・ミラージュ』（全国ツアー）
- 1993年11月、『うたかたの恋』 - フリードリヒ公爵『パパラギ』（東京宝塚劇場）
- 1993年12月、『ライト&シャドウ』（ドラマシティ） - マークス
- 1994年2 - 3月、『若き日の唄は忘れじ』 - 牧助左衛門『ジャンプ・オリエント!』（宝塚大劇場）
- 1994年4 - 5月、『うたかたの恋』 - フリードリヒ公爵『パパラギ』（全国ツアー）
- 1994年6月、『若き日の唄は忘れじ』 - 牧助左衛門『ジャンプ・オリエント!』（東京宝塚劇場）
- 1994年8 - 12月、『カサノヴァ・夢のかたみ』 - アルジャンソン伯爵『ラ・カンタータ!』
- 1995年3 - 5月、『国境のない地図』（宝塚大劇場） - 石塚慎吾
- 1995年5 - 6月、『殉情（じゅんじょう）』（バウホール） - 石橋
- 1995年7月、『国境のない地図』（東京宝塚劇場） - 石塚慎吾
- 1995年9 - 11月、『剣と恋と虹と』 - フィリップ『ジュビレーション!』（宝塚大劇場）
- 1996年1 - 2月、『殉情（じゅんじょう）』（日本青年館） - 石橋
- 1996年3月、『剣と恋と虹と』 - フィリップ『ジュビレーション!』（東京宝塚劇場）
- 1996年5 - 6月、『二人だけが悪』 - スチュアート『パッション・ブルー』（宝塚大劇場）
- 1996年6 - 7月、『剣と恋と虹と』 - フィリップ『ジュビレーション!』（全国ツアー）
- 1996年8月、『二人だけが悪』 - スチュアート『パッション・ブルー』（東京宝塚劇場）
- 1996年11 - 12月、『エリザベート』（宝塚大劇場） - グリュンネ伯爵
- 1997年1 - 2月、『武蔵野の露と消ゆとも』（バウホール・日本青年館） - 岩倉具視
- 1997年3月、『エリザベート』（東京宝塚劇場） - グリュンネ伯爵
- 1997年5 - 8月、『誠の群像』 - 高松凌雲／田代彪蔵『魅惑II』
- 1997年9月、『夜明けの天使たち』（日本青年館） - ブラントン
- 1997年11 - 12月、『ダル・レークの恋』（宝塚大劇場） - チャンドラ・クマール
- 1998年1月、『夜明けの天使たち-悲しみの銃弾-』（バウホール） - バリー・ブラントン
- 1998年3月、『ダル・レークの恋』（帝国劇場） - チャンドラ・クマール
- 1998年4 - 5月、『ダル・レークの恋』（全国ツアー） - チャンドラ・クマール
- 1998年6 - 8月、『皇帝』 - アテリウス『ヘミングウェイ・レビュー』（宝塚大劇場）
- 1998年8 - 9月、『イコンの誘惑』（バウホール・日本青年館） - ゲオルギー
- 1998年10 - 11月、『皇帝』 - アテリウス『ヘミングウェイ・レビュー』（1000days劇場）
- 1998年12月、『聖夜物語』（ドラマシティ） - 大天使ガブリエル
- 1999年2 - 6月、『WEST SIDE STORY』 - ドッグ
- 1999年8月、『我が愛は山の彼方に』 - エルチ『グレート・センチュリー』（博多座）
- 1999年10 - 11月、『我が愛は山の彼方に』 - エルチ『グレート・センチュリー』（宝塚大劇場）
- 1999年12月、『エピファニー』（バウホール） - 毛利森太郎
- 2000年1 - 2月、『我が愛は山の彼方に』 - エルチ『グレート・センチュリー』（1000days劇場）
- 2000年3月、『聖者の横顔』（バウホール・日本青年館） - アントニオ
- 2000年5 - 9月、『黄金のファラオ』 - タハルカ『美麗猫（ミラキャット）』

### 花組時代
- 2000年11 - 2001年3月、『ルートヴィヒII世』 - ビスマルク『Asian Sunrise』
- 2001年4 - 5月、『マノン』（バウホール・日本青年館） - アルフォンゾ公爵
- 2001年7 - 11月、『ミケランジェロ』 - ジョバンニ枢機卿／代役：ユリウス2世（本役：汝鳥伶）『VIVA!』
- 2002年3 - 6月、『琥珀色の雨にぬれて』 - シャルル・ドゥ・ノアーユ子爵『Cocktail』
- 2002年8月、『月の燈影（ほかげ）』（バウホール・日本青年館） - 淀屋辰五郎[10]
- 2002年10 - 2003年2月、『エリザベート』 - 皇太后ゾフィー[11]
- 2003年3 - 4月、『不滅の棘（とげ）』（ドラマシティ・赤坂ACTシアター） - コレナティ
- 2003年5 - 9月、『野風の笛』 - 徳川秀忠『レヴュー誕生』
- 2003年10 - 11月、『琥珀色の雨にぬれて』 - シャルル・ドゥ・ノアーユ子爵『Cocktail』（全国ツアー）
- 2004年1 - 5月、『天使の季節』 - マカローニ『アプローズ・タカラヅカ!』
- 2004年5 - 6月、『ジャワの踊り子』（全国ツアー） - ポール警視総監
- 2004年8 - 11月、『La Esperanza（ラ・エスペランサ）』 - ゴメス『TAKARAZUKA舞夢!』
- 2004年12 - 2005年1月、『天の鼓-夢幻とこそなりにけれ-』（ドラマシティ・日本青年館） - 多朝忠
- 2005年3 - 7月、『マラケシュ・紅の墓標』 - コルベット『エンター・ザ・レビュー』
- 2005年11 - 2006年2月、『落陽のパレルモ』 - アレッサンドロ・ファブリッツィオ・ディ・カヴァーレ公爵『ASIAN WINDS!』
- 2006年3 - 4月、『Appartement Cinéma（アパルトマン シネマ）』（ドラマシティ・日本青年館・愛知厚生年金会館） - ゴーチェ
- 2006年6 - 10月、『ファントム』 - アラン・ショレ
- 2006年11 - 12月、『うたかたの恋』 - ヨゼフ皇帝『エンター・ザ・レビュー』（全国ツアー）
- 2007年2 - 5月、『明智小五郎の事件簿-黒蜥蜴（トカゲ）』 - 岩瀬『TUXEDO JAZZ（タキシード ジャズ）』
- 2007年7月、『源氏物語 あさきゆめみしII』（梅田芸術劇場） - 桐壺帝
- 2007年9 - 12月、『アデュー・マルセイユ』 - リシャール『ラブ・シンフォニー』
- 2008年2月、『メランコリック・ジゴロ』 - ベルチェ『ラブ・シンフォニーII』（中日劇場）
- 2008年5 - 8月、『愛と死のアラビア』 - デジュリエ大佐『Red Hot Sea』
- 2008年9 - 10月、『外伝 ベルサイユのばら-アラン編-』 - ダグー大佐／ナポレオン『エンター・ザ・レビュー』（全国ツアー）
- 2009年1 - 3月、『太王四神記』 - ヨン・ガリョ
- 2009年5月、『哀しみのコルドバ』 - アントン・ナバロ『Red Hot SeaII』（全国ツアー）
- 2009年7月、『ME AND MY GIRL』（梅田芸術劇場） - チャールズ・ヘザーセット
- 2009年9 - 11月、『外伝 ベルサイユのばら-アンドレ編-』 - シモーヌ『EXCITER!!』
- 2009年12 - 2010年1月、『相棒』（ドラマシティ・日本青年館） - 小野田公顕
- 2010年3 - 5月、『虞美人』 - 范増
- 2010年7 - 10月、『麗しのサブリナ』 - フェアチャイルド『EXCITER!!』
- 2010年11 - 12月、『メランコリック・ジゴロ』 - ベルチェ『ラブ・シンフォニー』（全国ツアー）
- 2011年2 - 4月、『愛のプレリュード』 - ガルボ・フリッツ『Le Paradis（ル パラディ）!!』
- 2011年6 - 9月、『ファントム』 - ジャン・クロード
- 2011年10 - 11月、『小さな花がひらいた』 - 助二郎『ル・ポァゾン 愛の媚薬II』（全国ツアー）
- 2012年1 - 3月、『復活-恋が終わり、愛が残った-』 - コルチャーギン公爵『カノン』

### 専科時代
- 2012年5月、花組『近松・恋の道行』（バウホール・日本青年館） - 近松門左衛門
- 2012年7 - 8月、雪組『双曲線上のカルテ』（バウホール・日本青年館） - セルジオ・マルチーノ
- 2012年10 - 12月、雪組『JIN-仁-』 - 新角辰五郎
- 2013年2月、雪組『若き日の唄は忘れじ』（中日劇場） - 牧助左衛門
- 2013年5月、月組『月雲（つきぐも）の皇子（みこ）』（バウホール） - 身狭村主青
- 2013年7 - 8月、宙組『the WILD Meets the WILD』（バウホール） - グレゴリー・コーエン
- 2013年8 - 9月、雪組『若き日の唄は忘れじ』（全国ツアー） - 牧助左衛門
- 2013年11 - 12月、月組『JIN-仁-』（全国ツアー） - 新門辰五郎
- 2013年12月、月組『月雲（つきぐも）の皇子（みこ）』（天王洲 銀河劇場） - 身狭村主青
- 2014年3月、雪組『ベルサイユのばら-オスカルとアンドレ編-』（全国ツアー） - ジャルジェ将軍
- 2014年6 - 8月、雪組『一夢庵風流記 前田慶次』 - 豊臣秀吉
- 2014年10月、雪組『伯爵令嬢』（日生劇場） - オルレアン公爵
- 2015年1月、花組『風の次郎吉-大江戸夜飛翔-』（ドラマシティ・日本青年館） - 甚八
- 2015年5 - 6月、雪組『アル・カポネ-スカーフェイスに秘められた真実-』（ドラマシティ・赤坂ACTシアター） - ジョニー・トーリオ／アンドリュー・メロン
- 2015年6 - 7月、星組『キャッチ・ミー・イフ・ユー・キャン』（赤坂ACTシアター・ドラマシティ） - フランク・アバグネイルSr.
- 2015年8月、専科『オイディプス王』（バウホール） - コロスの長
- 2016年2 - 5月、雪組『るろうに剣心』 - 山県有朋
- 2016年7月、星組『One Voice』（バウホール）
- 2016年8 - 11月、星組『桜華に舞え』 - 大久保一蔵（利通）
- 2017年1 - 3月、月組『グランドホテル』 - オッテルンシュラーグ
- 2017年11 - 2018年2月、雪組『ひかりふる路（みち）〜革命家、マクシミリアン・ロベスピエール〜』 - タレーラン・ペリゴール
- 2018年3 - 4月、雪組『誠の群像』（全国ツアー） - 高松凌雲／芹沢鴨
- 2019年2 - 4月、花組『CASANOVA』 - ミケーレ伯爵
- 2019年10月、雪組『ハリウッド・ゴシップ』（KAAT神奈川芸術劇場・ドラマシティ） - ハワード・アスター
- 2020年2月、月組『赤と黒』（御園座） - ピラール神父
- 2021年4 - 7月、花組『アウグストゥス-尊厳ある者-』 - ガイウス・ユリウス・カエサル
- 2021年8 - 11月、雪組『CITY HUNTER』 - 海原神
- 2022年2 - 5月、宙組『NEVER SAY GOODBYE』 - コマロフ[3]
- 2022年10 - 12月、雪組『蒼穹の昴』 - 楊喜楨
- 2023年6月、月組『月の燈影（ほかげ）』（バウホール） - 淀屋辰五郎（淀辰）[10]
- 2023年8 - 9月、雪組『双曲線上のカルテ』（ドラマシティ・日本青年館） - セルジオ・マルチーノ
- 2024年7 - 10月、雪組『ベルサイユのばら-フェルゼン編-』 - グスタフ三世

## 出演イベント
- 1980年4月、『バウ・シャンソン・コンサートPARTII』
- 1981年4 - 5月、『宝塚グランド・フェスティバル』
- 1986年5 - 8月、峰さを理リサイタル『愛のカンタータ』
- 1986年10月、第29回宝塚ミラーボール『タカラヅカ行進曲』
- 1987年5・8月、峰さを理リサイタル『WHAT'S THE TITLE…!』
- 1988年9月、『レビュー記念日』
- 1989年9月、『レビュー記念日』
- 1994年5月、TMPスペシャル『夢まつり'94』
- 1997年5月、'97TCAスペシャル『ザ・祭典』
- 1999年12月、『レビュー・スペシャル'99』
- 2000年1月、逸翁デー『タカラヅカ・ホームカミング』
- 2000年7・12月、夏美ようサロンコンサート『アスタマーニャ』 主演
- 2003年1月、逸翁デー『タカラヅカ・ホームカミング』
- 2004年1月、逸翁デー『タカラヅカ・ホームカミング』
- 2004年9月、『レビュー記念日』
- 2004年11月、『ベルサイユのばら30』
- 2005年12月、『花の道 夢の道 永遠の道』
- 2007年1月、『清く正しく美しく』
- 2014年4月、宝塚歌劇100周年 夢の祭典『時を奏でるスミレの花たち』

## 受賞歴
- 2015年、『阪急すみれ会パンジー賞』 - 助演賞[12]
- 2022年、『宝塚歌劇団年度賞』 - 2021年度努力賞[13]